# 2001 en république démocratique du Congo
Chronologie de l'Afrique
1999 en république démocratique du Congo - 2000 en république démocratique du Congo - 2001 en république démocratique du Congo - 2002 en république démocratique du Congo - 2003 en république démocratique du Congo
1999 par pays en Afrique - 2000 par pays en Afrique - 2001 par pays en Afrique - 2002 par pays en Afrique - 2003 par pays en Afrique

## Chronologie

### Janvier 2001
- Mardi 16 janvier 2001 : Assassinat du président de la République Laurent-Désiré Kabila dans sa résidence, le palais de Marbre à Kinshasa.